# Ао мацо гали гали
Ао мацо гали гали је некадашња дечија игра из околине Алексинца. Данас је углавном заборављена.

## Дечије игре у Алексинцу
Алексиначко поморавље је у прошлости имало велики број дечијих игара и бројаница. Драгослав Антонијевић наводи следеће дечије игре: Гусо, Пило где си било, Таши танана (за децу до 3 године), Коларићу панићу, плетемо се самићу, Ој јаворе, јаворе, Где си била Јелице, Клиска, Свињка, Миш и мац, Жмурке, Лончићи и друге.
О игри Ао мацо гали, гали нема истраживања. Играла се тако што бака узме унуче у руке и додирује му образе подражавајући умивање мачке, певајући "Ао, мацо, гали, гали", од глагола "галити" односно мазити. Могуће да игра води порекло из јужнијих крајева попут Медвеђе или из Бугарске с обзиром да се глагол галити не користи у Алексинцу. Када се игра међу децом ова игра је имала другачију варијанту, дечак и девојчица би додиривали једни другима образе, односно умивали се попут мачке, и игра се временом измешала са другом игром предвиђања потомства, то јест дете би после умивања, са два прста стисло крај своје браде, и уколико би дошло то испупчења, то би значило да ће кад одрасте имати синове, уколико се направи рупица на бради, то би значило да ће кад одрасте имати ћерке. Могуће да је у питању била нека врста "бројанице" дечијег скандирања, али се временом текст изгубио, па је остало само "ао мацо гали гали"